# Rue Capitaine
La rue Capitaine est une rue du quartier d'Outremeuse à Liège en Belgique (région wallonne).  

## Situation et description
Située en rive droite de la Meuse, cette courte rue plate et rectiligne d'une longueur d'environ 63 m relie le quai de Gaulle à la rue Saint-Éloi.  Elle applique un sens unique de circulation automobile dans le sens Saint-Éloi - de Gaulle et compte une douzaine d'immeubles.

## Histoire
Cette rue se trouve approximativement à l'endroit où aboutissait en rive droite de la Meuse le Souverain-Pont, le premier pont en bois de la ville Liège qui aurait été construit en 841. Il est donc très possible qu'une voirie aurait existé dans ce quartier dès le IXe siècle. Ce Souverain-Pont fut remplacé au début du XIe siècle par le premier pont des Arches placé quelques dizaines de mètres plus en aval en face de la chaussée des Prés.

## Odonymie
La rue rend hommage à Ulysse Capitaine né à Liège dans le quartier d'Outremeuse le 23 décembre 1828 et décédé à Rome le 31 mars 1871 , industriel, historien, collectionneur et érudit liégeois.

## Architecture
Un immeuble du début XXe siècle est repris à l'inventaire du patrimoine culturel immobilier de la Wallonie : il s'agit de la maison d'angle avec la rue Saint-Éloi dont la façade principale est sise au no 16 de la rue Saint-Éloi. Elle relève du style éclectique teinté d'Art nouveau et a été réalisée en 1905 d'après les plans de l'architecte E. Miller.

## Voiries adjacentes
- Quai de Gaulle
- Rue Saint-Éloi

### Source et bibliographie
- Yannik Delairesse et Michel Elsdorf, Le nouveau livre des rues de Liège, Liège, Noir Dessin Production, 2008, 512 p. (ISBN 978-2-87351-143-2 et 2-87351-143-5, présentation en ligne), pages 197 et 198